# Une femme douce (film, 2017)
Ne doit pas être confondu avec Une femme douce (film, 1969).
Pour les articles homonymes, voir Une femme douce.
Pour plus de détails, voir Fiche technique et Distribution.
Une femme douce est un film dramatique écrit et réalisé en coproduction par plusieurs pays européens par le cinéaste ukrainien Sergueï Loznitsa et sélectionné au Festival de Cannes 2017.
Le film s'inspire de la nouvelle de Dostoïevski La Douce.

## Synopsis
Une femme vit seule en périphérie d'un village en Russie. Elle reçoit un jour un colis marqué « retour à l'expéditeur », qu'elle avait envoyé quelque temps auparavant à son mari, incarcéré pour un crime dont il n'est pas l'auteur. Inquiète est confuse, la femme décide de se rendre à la prison où il se trouve, située dans une région éloignée du pays, à la recherche d'une explication. Ainsi commence l'histoire d'une bataille insensée contre une forteresse impénétrable - la prison, où les forces du mal social sont constamment à l’œuvre. Bravant la violence et l'humiliation, la protagoniste entreprend alors une quête aveugle pour la justice.

## Fiche technique
- Titre original : Кроткая
- Titre anglais : A Gentle Creature
- Réalisation : Sergueï Loznitsa

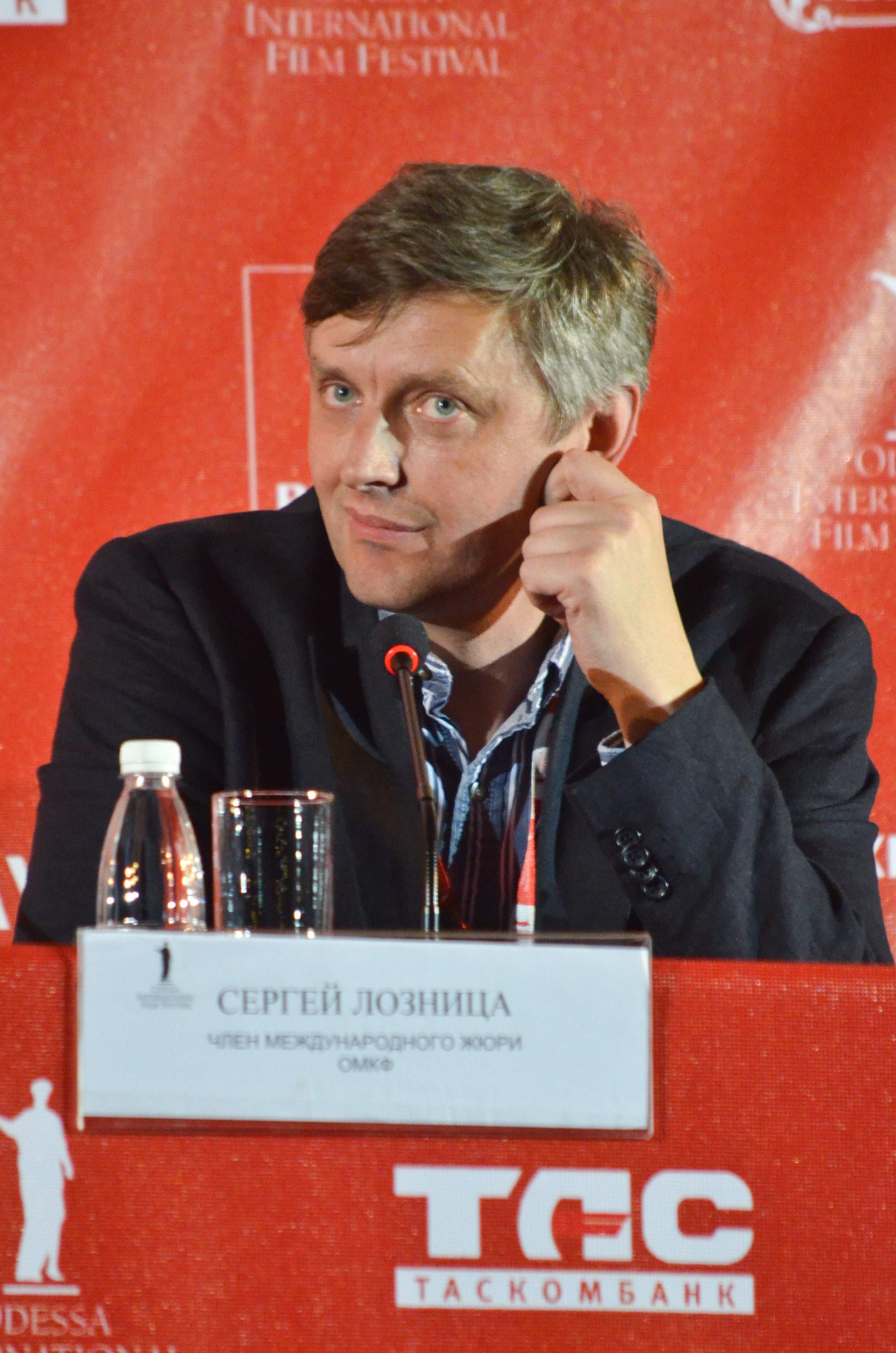
Le réalisateur Sergei Loznitsa (2014).

- Scénario : Sergueï Loznitsa librement adapté de la nouvelle de Dostoïevski.
- Photographie : Oleg Mutu
- Montage : Danielius Kokanauskis
- Conception sonore : Vladimir Golovnitski
- Pays de production :  France,  Pays-Bas,  Allemagne,  Lituanie[2]
- Langue originale : russe
- Format : couleur
- Genre : drame
- Durée : 160 minutes
- Dates de sortie :
  - France : 25 mai 2017 (Festival de Cannes)
  - France : 16 août 2017

## Distribution
- Vasilina Makovceva : la femme douce
- Sergueï Kolesov : proxénète
- Lia Akhedjakova : activiste pour les droits de l'homme
- Sergueï Fedorov : chauffeur de taxi
- Marina Kleshcheva : propriétaire
- Rosa Khayrullina : compagnon dans le train, sœur (deux rôles)
- Boris Kamorzine : homme avec les bras dans le plâtre
- Valeriu Andriuţă : visage bleu
- Dmitry Bykovski : compagnon dans le train
- Vadim Dubovski : collègue chanteur
- Alisa Kravtsova : jeune putain
- Alexander Zamuraev : lieutenant de police
- Svetlana Kolesova : gardien de prison
- Nikolaj Kolâda : sans-abri
- Sergueï Russkin : directeur de prison
- Sergueï Koshonin : autorité pénale
- Anton Makushin : chauffeur de police
- Victor Nemets : compagnon dans le train
- Konstantin Itunin : compagnon dans le train
- Lia Akhedjakova : militante politique

## Production
[réf. nécessaire]
Le film a été produit par Marianne Slot et Carine Leblanc pour Slot Machine (France). Les coproducteurs sont Valentina Mikhaleva, Galina Sementseva, Lev Karakhan, Gunnar Dedio, Uljana Kim, Peter Warnier, Marc van Warmerdam et Serge Lanrenyuk. Une femme douce a été coproduit avec Arte France Cinéma, la société de cinéma GP (Russie), LOOKSfilm (Allemagne), Studio Uljana Kim (Lituanie), Wild at Art & Graniet Film (Pays-Bas), Solar Media Entertainment (Ukraine), et en association avec Wild Bunch, Haut et Court, Potemkine Films, Atoms & Void, Film Angels Studio et avec le soutien d'Eurimages, l'Aide aux Cinémas du Monde, l'Aide à la Coproduction franco-allemande, le Centre national du cinéma et de l'image animée (CNC), l’Institut Français, la Mitteldeutsche Medienförderung, le Filmförderungsanstalt, le Fonds Cinéma des Pays-Bas, le dispositif d’incitation fiscale néerlandais, le Centre National du film de Lettonie, le Fonds Cinéma de Riga, le Lithuanian Film Centre, la Télévision et la Radio nationale lithuanienne ainsi que le Programme Europe créative - Media de l'Union européenne.

## Accueil

### Accueil critique
L'accueil critique est positif : le site Allociné recense une moyenne des critiques presse de 3/5, et des critiques spectateurs à 3/5.
Pour Pierre Murat de Télérama, « ses documentaires avaient fait de lui une sentinelle politique. Avec ce film de fiction, Sergueï Loznitsa s'affirme comme un maître. Un visionnaire. ».
Pour Jacques Mandelbaum du Monde, « On savait Loznitsa capable d’un certain sardonisme, mais il faut avouer qu’il en met ici une dose si forte qu’elle asphyxie le film sous son amertume. ».
Pour Serge Kaganski des Inrockuptibles, « C'est dans ce genre de moment, où un rai de lumière et de fragilité perturbe la pesante leçon de ténèbres, que Loznitsa nous touche, et certainement pas quand il tente la veine allégorique, comme dans la longue séquence terminale. Par son aspect théâtral, empesé, dénué de grâce, entre du Lynch figé dans le marbre et du Fellini pompier, cette conclusion ratée nous laisse sur un sentiment final plus que mitigé. Une énigme, quand on sait l'intelligence et la finesse dont Loznitsa est capable dans ses docus. ».
Pour Marcos Uzal de Libération, « Le problème est qu'en voulant dessiner une Russie condamnée à une infinie répétition, le film donne lui-même le sentiment de recycler de l’ancien. [...] Puis le film s'écroule définitivement sous son propre poids dans le dernier quart lorsqu'il bascule brusquement dans l'onirisme. Ce changement de registre très forcé aurait pu ménager une forme d'ouverture, de suspension. Au contraire, il referme le film sur une allégorie aussi laide que simpliste, et particulièrement insupportable lorsque le cinéaste filme à la lettre l'idée, exprimée par lui, selon laquelle la Russie est «un pays où les gens se font perpétuellement violer». ».

### Box-office
- France : 33 339 entrées[8]

## Distinction

### Sélection
- Festival de Cannes 2017 : en sélection officielle